# Taunsendia

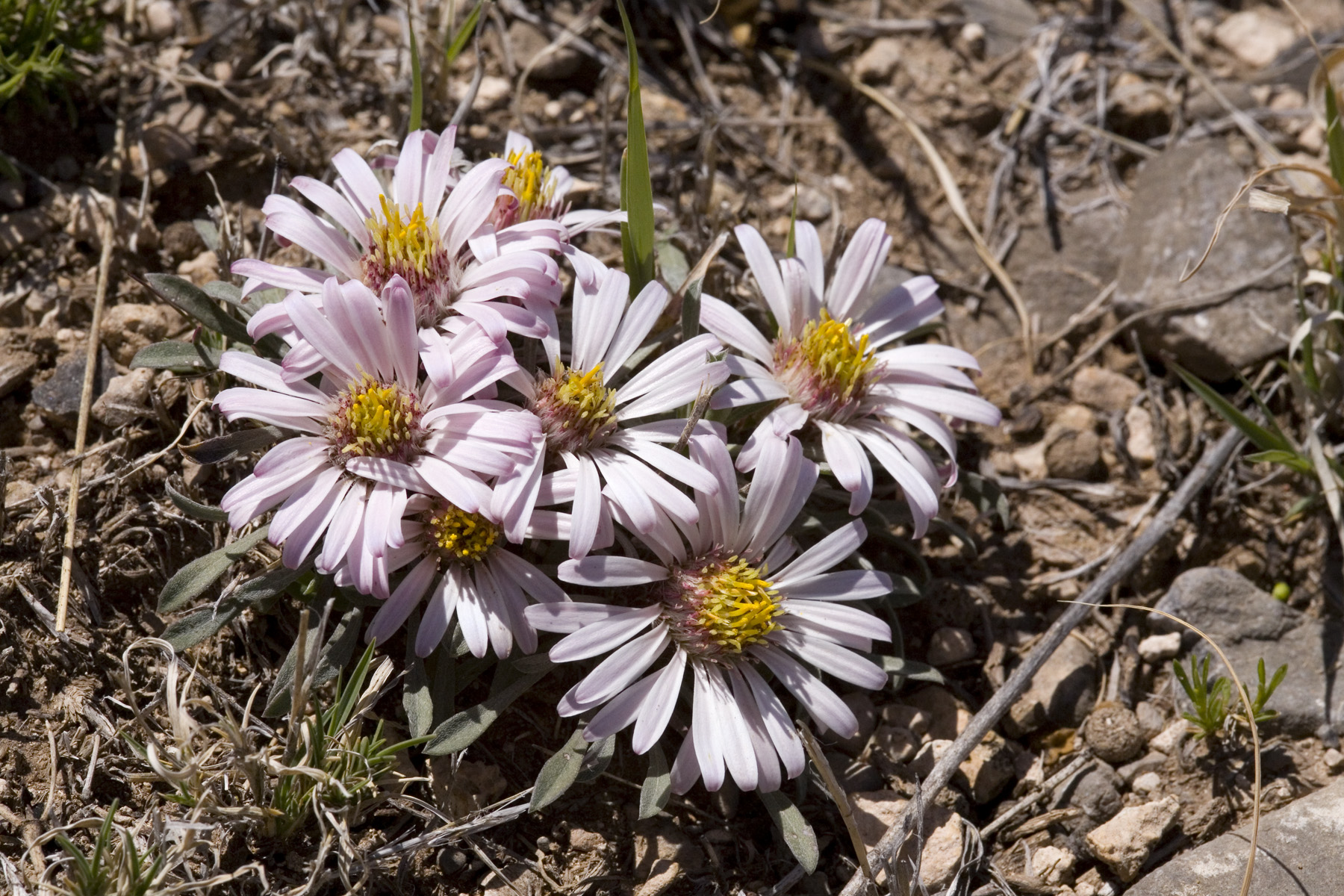
Townsendia exscapa

Taunsendia (Townsendia Hook.) – rodzaj roślin z rodziny astrowatych (Asteraceae). Obejmuje 29 gatunków. Rosną one w zachodniej części Ameryki Północnej od Meksyku po Alaskę. Niektóre gatunki uprawiane są jako rośliny ozdobne.
Nazwa rodzaju upamiętnia Davida Townsenda (1787–1858), amerykańskiego botanika.

## Morfologia

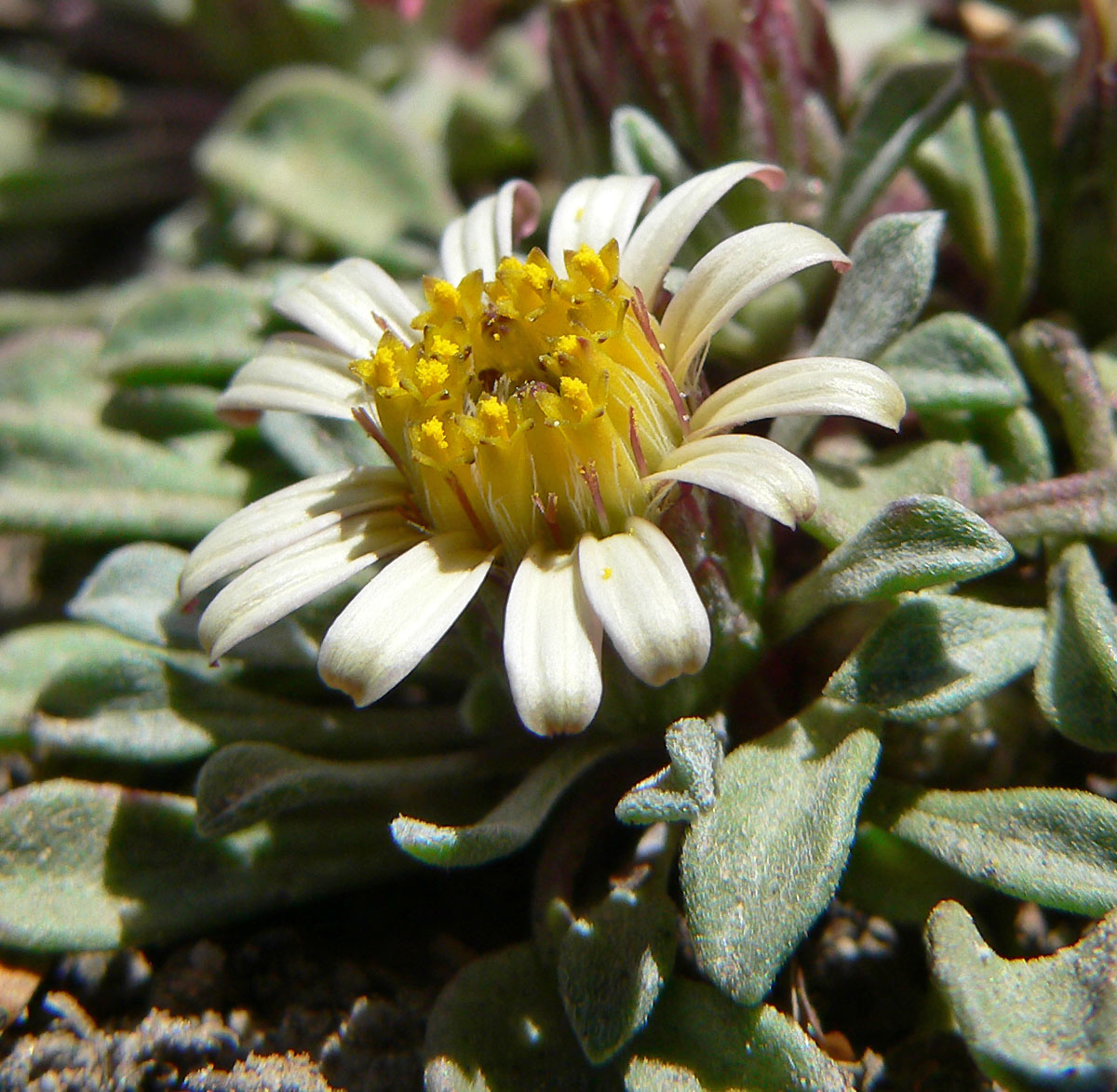
Townsendia jonesii

PokrójRośliny roczne, dwuletnie i byliny, w tym o drewniejącej szyi korzeniowej, często z korzeniem palowym, czasem z kłączem. Zwykle są bardzo niskie, o pędach skróconych i płożących, czasem podnoszących się lub wyprostowanych – osiągają zwykle do 2–3 cm albo 5–15 cm wysokości, rzadko sięgają ponad 75 cm. Pędy rozgałęziają się u nasady lub w górnej części, są nagie lub owłosione, w tym szczeciniasto, szorstko lub są kosmate.
LiścieOdziomkowe lub też łodygowe, skrętoległe. Blaszki zwykle osadzone są na ogonkach, z pojedynczą wiązką przewodzącą. Mają kształt łopatkowaty do lancetowatego, czasem do równowąskiego, zwykle są całobrzegie, rzadziej ząbkowane lub klapowane.
KwiatyZebrane w koszyczki tworzące się pojedynczo na szczytach pędów (ulistnionych lub bezlistnych, w postaci głąbików), w przypadku ich skrócenia są siedzące w otoczeniu rozety liści. Okrywy mają dzwonkowaty, półkulisty lub miseczkowaty kształt, osiągając od kilku do ponad 35 mm średnicy. Listki okrywy są trwałe, wyrastają w kilku rzędach w liczbie zwykle od ok. 20 do 60. Najczęściej mają kształt lancetowaty lub jajowaty, rzadziej są równowąskie, w tym szydlaste, różnej długości (zewnętrzne są krótsze). Brzegi listków zwykle są błoniaste, czasem postrzępione, a ich powierzchnia jest owłosiona. Dno koszyczka jest płaskie lub wypukłe, gładkie lub dołeczkowane, czasem owłosione. W środku koszyczka znajdują się liczne i obupłciowe kwiaty rurkowate o żółtych koronach. Na brzegu koszyczka znajdują się słupkowe i płodne kwiaty języczkowe o koronach barwy białej, różowej, niebieskawej, lawendowej lub żółtej.
OwoceMniej lub bardziej spłaszczone niełupki, gładkie lub owłosione, z trwałym lub odpadającym puchem kielichowym w postaci kilkunastu do kilkudziesięciu łusek lub spłaszczonych ości.

## Systematyka

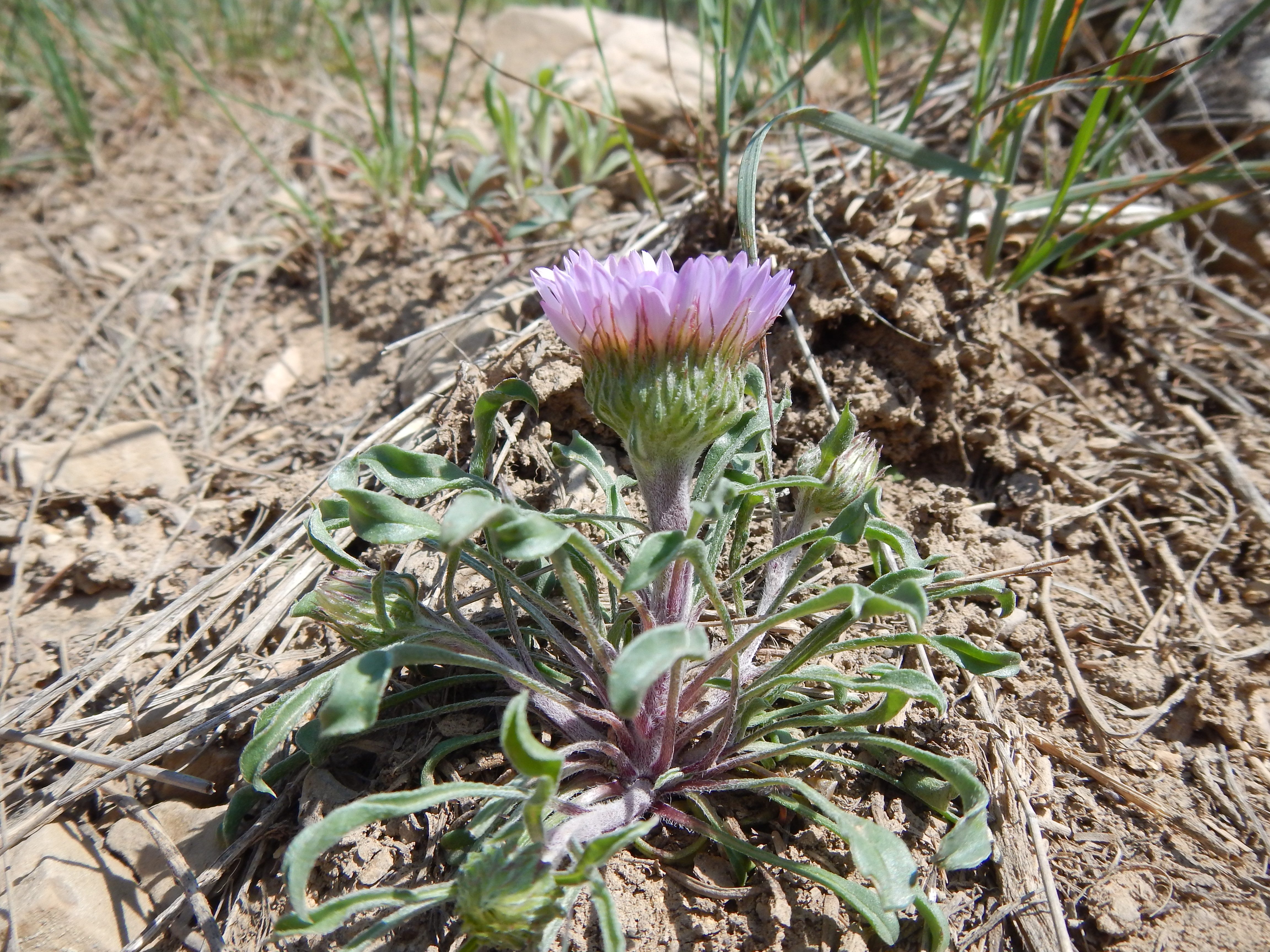
Townsendia parryi

Pozycja systematyczna według APweb
Rodzaj z plemienia Astereae, podrodziny Asteroideae i rodziny astrowatych Asteraceae. 
Wykaz gatunków
- Townsendia annua Beaman
- Townsendia aprica S.L.Welsh & Reveal
- Townsendia beamanii S.L.Welsh
- Townsendia condensata Parry
- Townsendia eximia A.Gray
- Townsendia exscapa (Richardson) Porter – taunsendia Wilcoxa
- Townsendia fendleri A.Gray
- Townsendia florifera (Hook.) A.Gray
- Townsendia formosa Greene – taunsendia kształtna
- Townsendia glabella A.Gray
- Townsendia goodrichii S.L.Welsh & N.D.Atwood
- Townsendia grandiflora Nutt. – taunsendia wielokwiatowa
- Townsendia gypsophila Lowrey & P.J.Knight
- Townsendia hookeri Beaman
- Townsendia incana Nutt.
- Townsendia jonesii (Beaman) Reveal
- Townsendia leptotes (A.Gray) Osterh.
- Townsendia mensana M.E.Jones
- Townsendia mexicana A.Gray
- Townsendia microcephala Dorn
- Townsendia minima Eastw.
- Townsendia montana M.E.Jones – taunsendia górska
- Townsendia parryi Eaton – taunsendia Parry'ego
- Townsendia rothrockii A.Gray ex Rothr.
- Townsendia scapigera D.C.Eaton – taunsendia pędowa
- Townsendia smithii L.M.Shultz & A.H.Holmgren
- Townsendia spathulata Nutt.
- Townsendia strigosa Nutt.
- Townsendia texensis Larsen